# Widzno
Widzno – jezioro w woj. wielkopolskim, w powiecie międzychodzkim, w gminie Sieraków, leżące na terenie Pojezierza Poznańskiego. Widzno leży we wschodniej części wsi Góra i jest szóstym co do wielkości naturalnym zbiornikiem wodnym, położonym w obrębie tego sołectwa.

## Dane morfometryczne

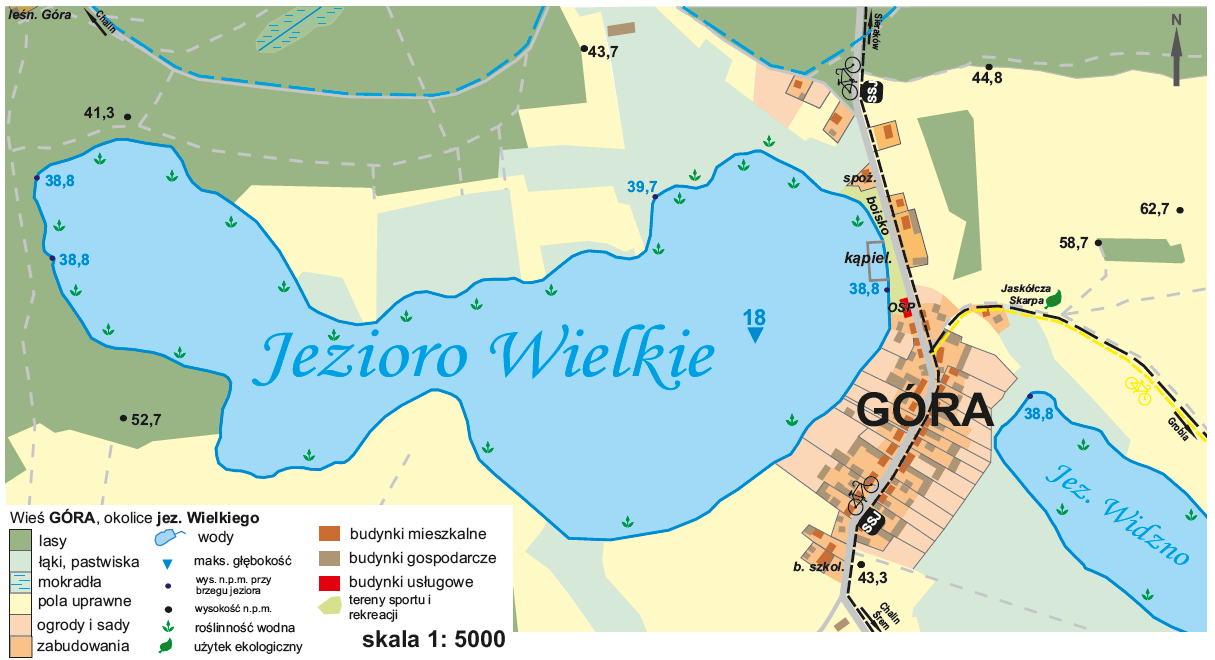
Okolice Jeziora Widzno

Powierzchnia zwierciadła wody według różnych źródeł wynosi od 4,7 ha do 6,0 ha. 
Zwierciadło wody położone jest na wysokości 41,4 m n.p.m. Średnia głębokość jeziora wynosi 4,4 m, natomiast głębokość maksymalna 9,6 m.